# Monument aux morts de Saint-Martin-Valmeroux
Le monument aux morts de Saint-Martin-Valmeroux est un monument aux morts situé en France sur la commune de Saint-Martin-Valmeroux, en région Auvergne-Rhône-Alpes.

## Historique
Le projet de monument aux morts est lancé en 1920 par la commune et son érection a lieu en 1922. L'œuvre est réalisée par le sculpteur parisien Pierre Fix-Masseau, probablement grâce à l’intercession d’un gantier local, Paul Chanut, ami de l’artiste. Le monument rend hommage à 62 soldats de la commune morts pour la France.

## Description
Le monument se compose d’un socle rectangulaire en galets, d’une stèle encadrée par deux marches, et d’un bas-relief en façade. À l’arrière, deux plaques de bronze listent les noms des victimes, surmontées d’une inscription dédiée. La scène sculptée représente une figure féminine ailée – allégorie profane de la Victoire – soutenant un soldat mourant, nu hormis son casque. Cette composition, évoquant une pietà laïque, contraste avec les représentations traditionnelles : le soldat est représenté sans posture héroïque, exprimant une grande humanité.
Le traitement des corps, le drapé stylisé et la gravité des visages s’inscrivent dans le style Art déco des années 1920. La sensualité discrète du soldat et la douceur de la Victoire traduisent la sensibilité symboliste de l’artiste. Le haut-relief dépasse son cadre, suggérant une scène suspendue entre la terre et l’élévation spirituelle.

## Protection
Le monument aux morts est inscrit au titre des monuments historiques par arrêté du 13 mars 2019, puis classé par arrêté du 28 décembre 2021, lequel se substitue à celui de l'inscription.